# Devolution (Staatsrechtslehre)

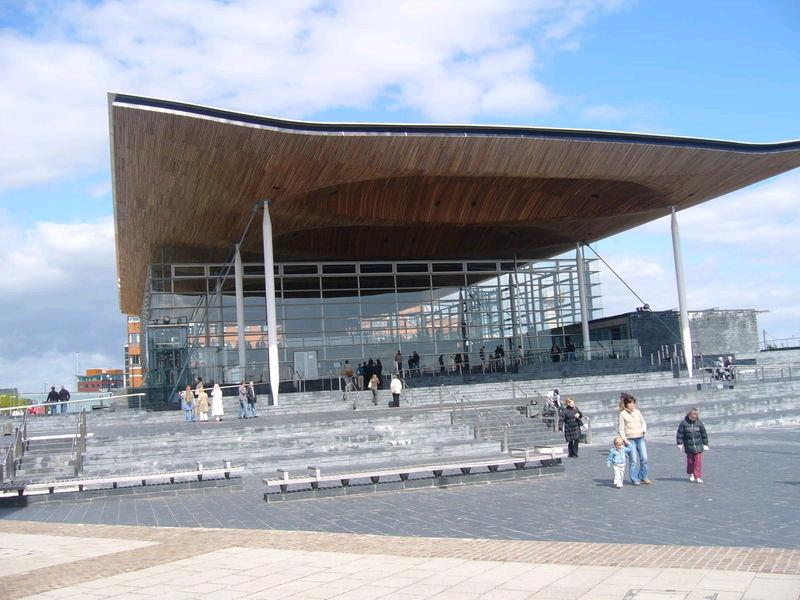
Das Gebäude des Walisischen Parlaments, des 1999 errichteten Regionalparlaments für Wales

Der Begriff Devolution (von lateinisch devolvere ‚hinabrollen‘ oder sinngemäß ‚abwälzen‘) bezeichnet in der Staatsrechtslehre die Übertragung administrativer Funktionen in einem Einheitsstaat an regionale Körperschaften. Dabei beziehen die regionalen Körperschaften ihre politische Legitimität durch diese Übertragung. Die politische Souveränität verbleibt bei der übertragenden Stelle, die die regionalen Körperschaften auch wieder auflösen oder ihre Kompetenzen verändern kann. Im Gegensatz dazu steht der Begriff des Föderalismus, bei dem die Gliedstaaten eigenständige Legitimität besitzen und diese erst durch ihren Zusammenschluss an eine größere Einheit übertragen.

## Nationales
- für die politische Devolution in Italien, siehe Politisches System Italiens
- für die politische Devolution im Vereinigten Königreich, siehe Devolution (Vereinigtes Königreich) und Politisches System des Vereinigten Königreichs